# وينسلو أندرسون
وينسلو أندرسون (بالإنجليزية: Winslow Anderson)‏ هو رسام أمريكي، ولد في 17 مايو 1917 في بليموث في الولايات المتحدة، وتوفي في 10 ديسمبر 2007 في ميلتون في الولايات المتحدة.